# 毎メートル
毎メートル（まいメートル）は、長さの逆数の次元の物理量を測るSI単位である。1メートルあたり無次元量が1あることを示す。
長さのマイナス1乗の次元を持つさまざまな物理量を測るのに使われる。これらのいくつかには毎メートルやその10の累乗倍に固有の単位名称を持つものがあるが、毎メートルと同義ではなく、その単位名称に指定された量以外の物理量を表すのに使うことはできない。
SI接頭語をつける場合は、たとえばkm−1はキロ毎メートルではなく毎キロメートルと読み、1キロメートルあたり無次元量が1あること、つまり1/1000毎メートルを意味する。

## 物理量の例

### 波数
波数が1毎メートルであるとは、1メートルあたり波が1周期あるということである。
毎メートル、毎センチメートルが使われる。1毎センチメートルをカイザー (kayser) と呼び、単位記号はK。ただしケルビンと紛らわしくほとんど使われない。初期にはバルマー (balmer)、リュードベリ (rydberg) という単位名称も提案された。

### 屈折度
屈折度が1毎メートルであるとは、焦点距離が1メートルであるということである。
1毎メートルをディオプター (diopter) またはディオプトリー (dioptrie) と呼び、毎メートルという呼び名は使われない。単位記号はDまたはDptrである。
なお凸レンズの屈折度はプラスだが、凹レンズの焦点は手前にあるので、屈折度はマイナスになる。

### 距離に対する減衰係数
減衰係数が1毎メートルであるとは、1メートル通過するとエネルギーが1/eになるということである。
X線・ガンマ線分野では毎センチメートルが使われる。
なお減衰係数には、このほかに、面密度に対する減衰係数もあり、これの次元や単位はまた異なる。